# Prostatacancer
Prostatacancer innebär en cancerutveckling i prostatan, en körtel i de manliga könsorganen, och drabbar således endast män. De flesta prostatacancer växer långsamt, men vissa växer snabbare. Cancercellerna kan sprida sig från prostatan till andra delar av kroppen, framförallt ben och lymfkörtlar. Där kan de orsaka en rad olika symtom. I senare skeden kan cancern leda till svårigheter att kissa, blod i urinen, eller smärta i bäckenet eller ryggen eller då man kissar. En sjukdom som kallas godartad prostataförstoring kan ge liknande symptom. Symtom i senare skeden av en cancer kan vara trötthet till följd av låga nivåer av röda blodkroppar.
Faktorer som ökar risken för prostatacancer är: hög ålder, arvsanlag för sjukdomen, och vissa etniciteter. Kring 99% av fallen uppstår bland män över 50 år. Om en förstagradssläkting (i detta fall far eller bror) har sjukdomen så fördubblas eller tredubblas risken. I USA är prostatacancer vanligare bland den afro-amerikanska befolkningen än den vita befolkningen. Andra faktorer som kan öka risken för insjuknande är en kost med hög andel processat eller rött kött, mjölkprodukter eller lågt intag av vissa grönsaker. Prostatacancer diagnostiseras genom biopsi. Medicinsk avbildning kan sedan göras för att avgöra om cancern har spridit sig till andra delar av kroppen.
Prostatacancerscreening bland befolkning i stort är kontroversiellt. Prostata-specifikt antigen (PSA) test ökar antalen upptäckta cancrar men det minskar inte dödligheten. Svenska SBU påtalar i en rapport år 2014 att tillförlitligheten av de diagnostiska metoder som finns är osäker och kan leda till beslut som påverkar hälsan av den undersökte negativt, varför det är viktigt att de som tolkar bilder och behandlande läkare känner till problemen. Många genomgår vävnadsprov i onödan, och en överdiagnostik kan leda till försämrad livskvalitet till följd av cancerbesked och av de biverkningar som behandlingen orsakar. Oupptäckt prostatacancer är vanligt förekommande. Enligt undersökningar efter döden har män som avlidit av andra skäl än prostatacancer ofta tumörer i prostatakörteln. Vanligen blir sjukdomen oupptäckt livet ut utan att orsaka några bekymmer.
I många fall räcker det att cancern följs genom aktiv övervakning (aktiv exspektans). Andra behandlingar kan innefatta en kombination av kirurgi, strålbehandling, hormonbehandling eller kemoterapi. När cancern endast befinner sig inuti prostatan finns det möjlighet att helt bota den. Bland cancrar som har spridit sig till skelettet kan det innebära behandling med smärtstillande läkemedel, bisfosfonater och riktad terapi. Resultaten beror på personens ålder och om det finns några andra hälsoproblem samt hur aggressiv och omfattande cancern är. De flesta människor med prostatacancer dör inte alls av sjukdomen, utan av något annat. Femårsöverlevnaden i USA är 99%. Globalt sett är prostatacancer den näst vanligaste typen av cancer och den femte vanligaste orsaken till cancerrelaterad död hos män. I Sverige är prostatacancer den vanligaste cancerformen, och den vanligaste cancerrelaterade dödsorsaken hos män. År 2012 insjuknande 1,1 miljoner män i världen, och prostatacancer orsakade 307 000 dödsfall. Prostatacancer var den vanligaste cancerformen hos män i 84 länder, och den förekommer mer allmänt i den utvecklade världen. På senare år har även antalet fall ökat i utvecklingsländerna. Upptäckt av prostatacancer ökade kraftigt under 1980-talet och 1990-talet på grund av ökad PSA-testning. Studier av män som dött av andra orsaker har hittat cancer i prostatan hos mellan 30 % och 70 % av alla män som är över 60 års ålder.

## Anatomi

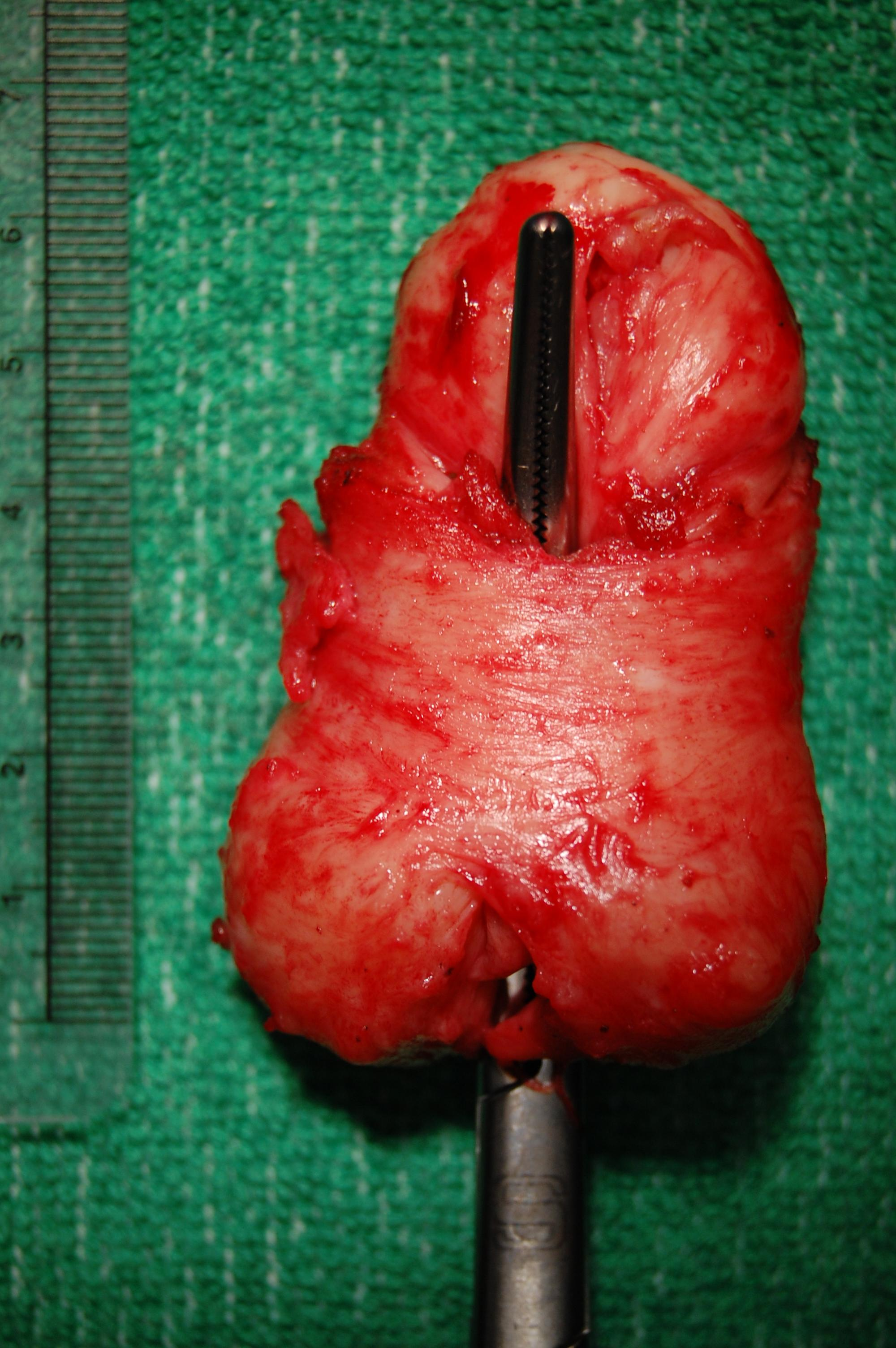
Prostatatumör som går uppåt i bild. Instrumentet visar urinrörets placering.

Prostatan tillhör de manliga könsorganen. Den bidrar till produktion (cirka 20 %) och lagring av sädesvätska. Den är normalt ungefär tre centimeter lång och väger 20 gram. Den finns i bäckenet, strax under urinblåsan och framför ändtarmen. Den består av många småkörtlar som är placerade runtom urinröret. Prostatans placering gör att vissa sjukdomar i prostatan ibland medför problem med framförallt urinering. Det är sällan sjukdomar i prostatan leder till problem med tarmtömning eller ejakulation. Däremot kan behandling av prostatacancer med strålning eller kirurgi ge biverkningar som härrör från urinblåsan, tarmen, erektionen eller urinröret.

## Tumörtyper
Den mest förekommande tumörtypen vid prostatacancer är en typ av carcinom, adenocarcinom, som står för ungefär 95% av fallen. I 0,1% av fallen är tumörtypen sarkom, av vilka många fall är ett leiomyosarkom. Sarkomvarianten är en avsevärt mer aggressiv tumörtyp än carcinom. Andra tumörvarianter innefattar småcelliga karcinom och övergångsepitelcancer. Eftersom adenocarcinom är det vanligaste diagnosen, brukar därför prostatacancer syfta på just den tumörtypen.

## Epidemiologi
Prostatacancer är den vanligast förekommande cancertypen i Sverige, och den vanligaste cancerrelaterade dödsorsaken bland män. Den förekommer endast hos män och framförallt män som är äldre än 50 år. Medelåldern för en diagnos är 72-74 år. I Sverige diagnosticeras cirka 10 000 män med prostatacancer varje år, och det är även den cancertyp bland män som svarar för flest dödsfall, med 2 352 avlidna till följd av prostatacancer år 2002. Fall av prostatacancer som aldrig påvisas eller ger symptom är vanligt då många av dem som får prostatacancer dör av andra orsaker utan att den långsamt växande cancern någonsin ger sig till känna. I en studie fann man prostatacancer hos omkring hälften av avlidna män över 70 år. Vanligen blir sjukdomen oupptäckt livet ut utan att orsaka några bekymmer. Det finns ingen känd metod att förhindra att prostatacancer uppkommer, men genetiska faktorer och dieten tycks ha betydelse.
Globalt sett är prostatacancer den näst vanligaste typen av cancer och den femte vanligaste orsaken till cancerrelaterad död hos män. År 2012 insjuknande 1,1 miljoner män i världen, och prostatacancer orsakade 307 000 dödsfall. Prostatacancer är den vanligaste cancerformen bland män i 84 olika länder, och den förekommer mer allmänt i den utvecklade världen. På senare år har även antalet fall ökat i utvecklingsländerna. Upptäckt av prostatacancer ökade kraftigt under 1980-talet och 1990-talet på grund av ökad PSA-testning. Studier av män som dött av andra orsaker har hittat cancer i prostatan hos mellan 30 % och 70 % av alla män som är över 60 års ålder. Det är vanligare med prostatacancer i västvärlden och länder som USA, Kanada och Sverige där det finns en hög prevalens medan Asien har mycket lägre andel nya prostatafall (i synnerhet Tianjin i Kina). En förklaring kan vara bättre sjukvård som kan ge fler diagnosticerade fall. Hormonella faktorer som höga nivåer av IGF-1 har också kopplats till prostatacancer. Möjliga kostrelaterade risksänkare kan vara lykopen, zink och selen medan rökning, fysisk aktivitet och vasektomi inte verkar påverka risken att få prostatacancer. 

## Symptom
I tidiga stadier ger prostatacancer inga symptom. Diagnosen görs ofta vid en uppföljning av förhöjda värden av ett prostataspecifikt antigen, som man upptäckt vid en rutinundersökning. 

## Diagnos

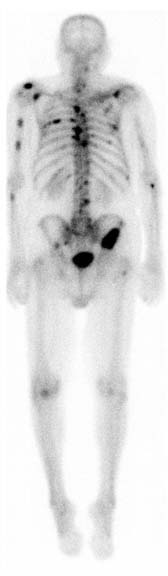
Benscanning visar på flera metastaser från prostatacancer (svarta fläckar).

Prostatacancer upptäcks vanligen genom kroppsundersökning eller ett blodtest där man detekterar prostataspecifikt antigen som inte är specifikt mot prostatacancer men som ofta är ett tidigt tecken. Misstänkt cancer bekräftas sedan genom undersökning av ett vävnadsprov i mikroskop.  
Svenska forskare vid Karolinska Institutet har i samarbete med Stockholms läns landsting nyligen utvecklat det så kallade Stockholm3-testet. Stockholm3-testet minskar onödiga vävnadsprover med hälften samtidigt som det hittar 20% fler män med aggressiv cancer. Baserat på Stockholm3-testet genomförde Socialstyrelsen en bedömning om allmän screening för män mellan 50 och 70 år ska införas i Sverige. I februari 2018 publicerade Socialstyrelsen en remissversion av sina nya riktlinjer.
Som ett vetenskapligt underlag till Socialstyrelsen gick SBU år 2018 igenom forskningen för att se om detta test eller andra tilläggsmetoder till PSA-test kan göra provsvaret mer träffsäkert för att upptäcka prostatacancer hos män som har PSA-värden mellan 1 och 10 µg/L . SBU fann inga starka vetenskapliga belägg för att de tilläggstester som granskades skulle ge väsentligt förbättrad träffsäkerhet jämfört med enbart PSA-test . SBU noterar samtidigt att de studier som hittills har gjorts antyder att metoderna skulle kunna öka träffsäkerheten vid dessa PSA-nivåer, men skriver att det behövs fler välgjorda och noggrant avrapporterade studier för att få en säkrare bild .
SBU fastställde i en rapport år 2014 att de diagnostiska metoderna som fanns var av varierande tillförlitlighet, och för att undvika beslut som påverkar hälsan av den undersökte på ett negativt sätt, krävs att de som tolkar bilder och behandlar patienten känner till undersökningarnas tillförlitlighet.
Man fann även att många friska män genomgår vävnadsprov och behandling i onödan eftersom säkra metoder saknades för att skilja mellan prostatacancer som kräver behandling från cancer som patienten kan leva med utan symtom. Denna överdiagnostik leder till att många patienter får försämrad livskvalitet på grund av både cancerbesked och av de biverkningar som behandlingen orsakar. Överbehandling medför också onödiga kostnader.

## Behandling
Prostatacancer kan behandlas med aktiv monitorering, kirurgi, strålbehandling, hormonbehandling, cellgifter eller en kombination av flera behandlingsformer. Kirurgi och strålbehandling betraktas som behandling med botande syfte medan hormonbehandling och cellgifter i princip är att betrakta som bromsande behandling. Strålbehandling kan kombineras med hormonell behandling botande syfte. Aktiv monitorering innebär att man går på regelbundna kontroller för en prostatacancer som det inte är säkert att man behöver behandlas för med syfte att tillgripa botande behandling om cancern visar tecken på progression. Aktiv monitorering rekommenderas som förstahandsbehandling enligt "Nationellt vårdprogram prostatacancer" för alla män med prostatacancer som klassificeras som låg risk eller mycket låg risk. För att säkrare veta vilka patienter som behöver behandlas och vilka som istället kan ingå i aktivmonitorering finns det diverse gentester. P-score, ett gentest tillsammans med kliniska faktorer som är utvecklat av Prostatype Genomics har i forskningsstudier visats ha en klar korrelation med prostatacancer specifik dödlighet samt risk för metastaser. 
Idag har robotassisterade operationer blivit vanligare, då behöver endast fem mindre snitt göras. Kirurgen arbetar vid en datorskärm och har två styrspakar med vilka hon eller han styr utrustningen inne i patientens bukhåla. 
Medan 5α-reduktas-hämmare verkar minska antalet låggradiga cancrar verkar de inte påverka risken för höggradiga cancrar och rekommenderas inte som förebyggande behandling. Tillskott med vitaminer eller mineraler tycks inte påverka risken för prostatacancer.

### Biverkningar
All behandling mot prostatacancer ger symptom i form av biverkningar, t.ex. nedsatt sexuell funktion (impotens och minskad orgasmnjutning) och urinläckage. Hormonbehandling kan ge gynekomasti och mastodyni.
För män med lokaliserad prostatacancer (cancer som inte har hunnit sprida sig utanför prostata) kan ett alternativ vara att avstå från kurativ behandling för att undvika behandlingsrelaterade biverkningar. Dock kan oron för att leva med obehandlad cancer överväga oron för att leva med svåra biverkningar. I en svensk studie uppgav sex av tio män i åldern 50-80 år att de skulle kunna tänka sig att överväga att avstå från behandling för att slippa impotens medan fyra av tio alltid skulle välja behandling oberoende av konsekvenserna om det fanns en teoretisk möjlighet att behandlingen skulle kunna förlänga livet. Detta svåra dilemma gör att många prostatacancerpatienter känner extra oro och ångest inför valet av behandling utöver den oro som själva sjukdomen ger. Trots denna beklämmande situation lever en av fyra män med prostatacancer i total känslomässig isolering. Av de övriga tre av fyra som inte lever i känslomässig isolering har de allra flesta (åtta av tio) ingen annan än sin partner att anförtro sig till. Prostatacancer kan också leda till sterilitet.[källa behövs]

### Skillnader i operationer
I Läkartidningen skrevs 2017 att skillnader i kirurgisk teknik mellan enskilda kirurger i Sverige är viktigare än operationsmetod och att operationsvolymen på ett sjukhus spelar viss roll. Mindre än hälften av kirurgerna som utförde prostatektomi 2015–2016 nådde upp till de 25 operationer per år som rekommenderas i det nationella vårdprogrammet av Socialstyrelsen för att anses tillräckligt erfaren. Överläkare Pär Stattin menade att volym var relaterat till kvalitet och att en lösning var att skapa några få regionala center där bara de mest erfarna kirurgerna opererade prostatacancer.
Sedan millennieskiftet har svenskar rätt att söka sig till andra EU-länder och ersättas för vården de får där. Svenska män med prostatacancer har sedan länge åkt till en välkänd cancerklinik i Helsingfors för att vården där bedöms ligga i framkant.